# Аль-Джалаа (нохія)
Ель-Джалаа (араб. ناحية الجلاء) — нохія у Сирії, що входить до складу району Абу-Кемаль провінції Дайр-ез-Заур. Адміністративний центр — місто Ель-Джалаа.
| Сирія | Це незавершена стаття з географії Сирії. Ви можете допомогти проєкту, виправивши або дописавши її. |